# FastCGI
FastCGI ist ein binäres Netzwerkprotokoll für die Anbindung eines Anwendungsservers an einen Webserver. FastCGI ist vergleichbar mit dem Common Gateway Interface (CGI), wurde jedoch entwickelt, um dessen Performance-Probleme zu umgehen.

## Unterschied zum CGI
Beim Aufruf einer auf CGI basierenden Webseite wird vom Webserver ein Prozess des CGI-Programms gestartet und am Ende des Requests wieder beendet. Weil CGI-Programme häufig in einer Skriptsprache wie Perl geschrieben sind, bedeutet das, dass pro Seitenabruf der oft recht umfangreiche Interpreter geladen werden muss, was einen großen Overhead bedeutet (das Laden des Interpreters dauert bei einfachen CGI-Programmen länger als die eigentliche Programmausführung). Zudem braucht jeder Request einen eigenen Interpreter, das heißt, bei mehreren parallelen Requests befinden sich entsprechend mehrere Kopien des Interpreters im Arbeitsspeicher des Servers.
CGI ist zwar durch seine Einfachheit, Unabhängigkeit von der Programmiersprache und weitreichende Unterstützung durch praktisch alle Webserver sehr weit verbreitet, jedoch führt der erwähnte Overhead zu einer hohen Latenzzeit und bei stark ausgelasteten Servern schnell zu einer Überlastung.
Im Unterschied dazu wird bei FastCGI das auszuführende Programm (inklusive Interpreter, falls nötig) nur einmal geladen und steht dann für mehrere Requests zur Verfügung – egal ob vom selben Client oder von unterschiedlichen Clients. Die Kommunikation mit dem Webserver erfolgt dabei nicht durch Umgebungsvariablen und Standardein-/-ausgabe, sondern über Unix Domain Sockets oder TCP-Netzwerkverbindungen, das heißt, das Programm kann sogar auf einem anderen Rechner laufen.
Programmiertechnisch lässt sich der Unterschied zu CGI-Programmen daran festmachen, dass ein FastCGI-Programm eine zentrale Schleife hat, die Requests entgegennimmt und durchaus so lange laufen kann wie der Webserver:
```
 
use
 
FCGI
;

 
$var
 
=
 
'foo'
;

 
while
 
(
FCGI::
accept
 
()
 
>=
 
0
)
 
{

   
...
 
http
-
Request
 
bearbeiten
 
...

 
}

```

Während des Durchlaufens dieser Schleife bleiben Variablen im Speicher erhalten, was einerseits weitere Optimierungsmöglichkeiten gegenüber CGI-Programmen ermöglicht, andererseits eine sorgfältigere Programmierung erfordert, um Speicherlecks (memory leaks) zu vermeiden.

## Funktionsweise
Die Kommunikation mit dem Webserver erfolgt paketorientiert und verbindungslos.
Ein Datenpaket enthält im Header:
- die FastCGI-Protokollversion
- den Nachrichtentyp; entspricht weitgehend den aus CGI bekannten Datenquellen – ein Paket kann unter anderem transportieren:
  - die CGI-Umgebungsvariablen
  - den Inhalt der Standardeingabe (für POST) oder
  - den Inhalt der Standardausgabe (für die Ausgabe an den Client)
- eine Request-ID und
- die Länge der folgenden Daten.

Mehrere Clients können gleichzeitig bedient werden, da sie sich anhand der Request-ID unterscheiden lassen; darum ist im Unterschied zu CGI nur eine Programminstanz nötig, um viele Clients zu bedienen.